# Major League Baseball 2K8
Major League Baseball 2K8, eller MLB 2K8, är ett MLB licensierat basebollsimuleringsdatorspel som utvecklats av Kush Games och publicerades av 2K Sports för PlayStation 2, PlayStation 3, PlayStation Portable, Wii och Xbox 360. Spelet släpptes den 4 mars 2008. En demonstration släpptes på Xbox Live Marketplace nästa dag den 5 mars för Kanada, USA och Asien.